# Juan Pérez de Moya
Juan Pérez de Moya (Santisteban del Puerto, Jaén, ¿1512? - Granada, noviembre de 1596) fue un matemático, mitógrafo y escritor español.

## Biografía

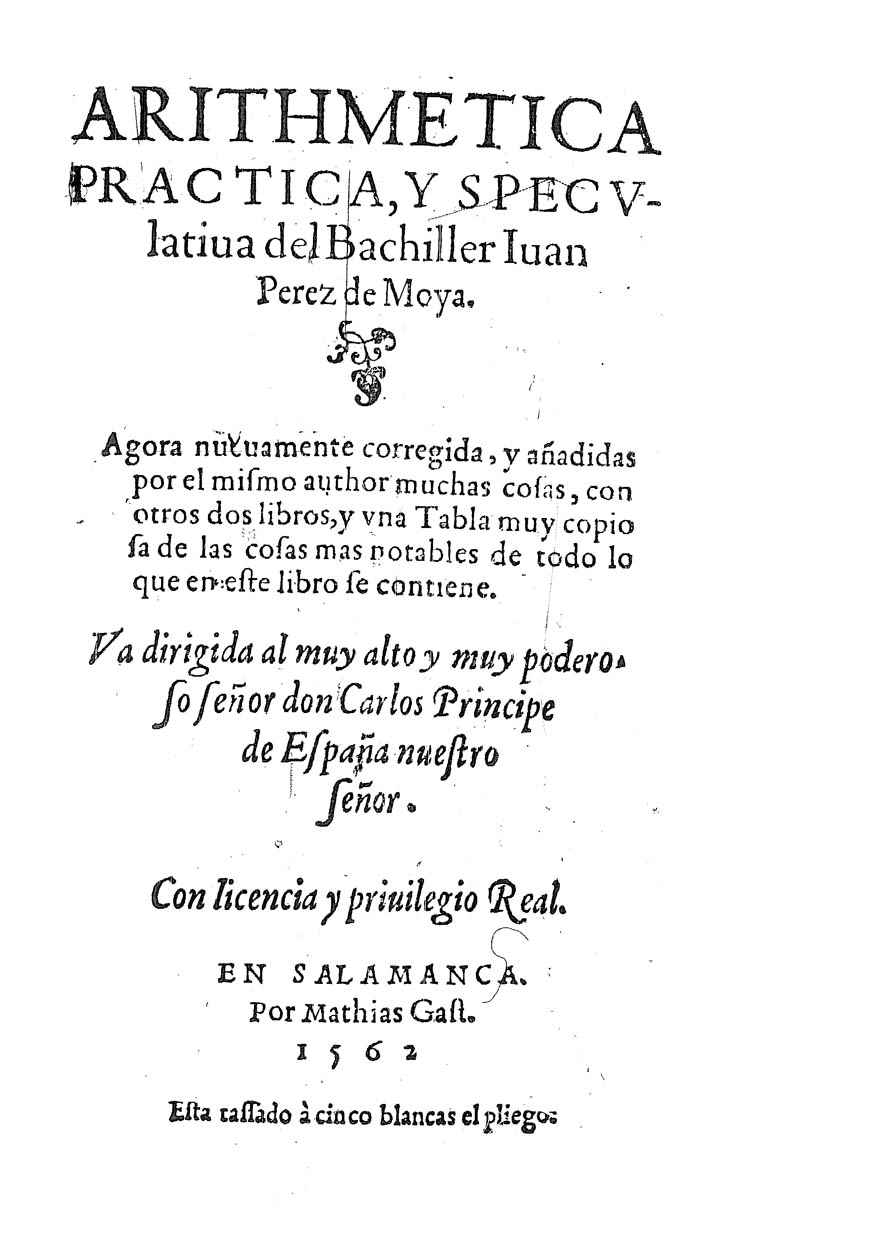
Arithmetica practica y speculativa (1562).

Debió nacer antes de 1513, pues los libros parroquiales de Santisteban del Puerto (lugar de donde era natural según declara en sus propias obras) empiezan en ese año y no recogen su nombre. Fue hijo de Gonzalo de Moya y estudió en la Universidad de Salamanca, donde alcanzó el grado de bachiller. Allí empezó a escribir su famosa Aritmética, impresa en 1562 dedicada al príncipe Carlos. También realizó estudios en Alcalá de Henares, en donde residió trece años. Ordenado sacerdote, obtuvo en 1536 una capellanía en su pueblo natal y fue beneficiado del Convento de San Marcos de León. Se dedicó muy probablemente a la enseñanza privada de las matemáticas, ya que así lo declara en uno de sus libros; en efecto, el primero que publicó fue un manual de cálculo mercantil para los centros de actividad económica y financiera de la época, el Libro de cuenta... (Toledo, 1554). Compuso después diversas obras de álgebra, geometría, aritmética, astronomía y navegación, así como una miscelánea y otras obras de mitología y moral, en general con bastante éxito. En 1583 presentó un memorial a Felipe II pidiendo un beneficio eclesiástico en recompensa a sus obras y, mientras esperaba resolución, en 1585 pagó al beneficiado Diego Marín el importe del rescate de su sobrino Juan de Feria, cautivo en Tetuán; en ese mismo año fue padrino en Santisteban del primer hijo de este sobrino felizmente rescatado. Al fin, en 1590, en contestación al memorial de 1583, Felipe II lo nombró canónigo de la catedral de Granada, ya con edad demasiado avanzada, en la plaza vacante del recién fallecido Diego de Berdeñoso. Los documentos certifican que su muerte se produjo allí entre el 29 de octubre y el 15 de noviembre de 1596.
Juan Pérez de Moya fue un buen difusor de las disciplinas matemáticas y escribió el libro más importante de la disciplina en lengua española en el siglo xvi, Diálogos de aritmética práctica y especulativa, Salamanca, 1562, que contiene un tratado de álgebra llamado Regla de la cosa. Llegó a conocer treinta reimpresiones hasta 1875 y fue elogiado por el matemático Simon Stevin. Entre las fuentes que cita, que trata con independencia y a veces con originalidad, cabe destacar en cuanto al álgebra a Marco Aurel, y en cuanto a navegación Martín Cortés y Pedro de Medina. Estos Diálogos fueron editados por el matemático del siglo xix Felipe Picatoste.
Traducido a varias lenguas, el libro noveno es, además, una defensa de la dignidad y utilidad de las matemáticas y puede leerse con independencia de los otros, constituyendo la primera colección de matemática recreativa o amenidades matemáticas que se publicaba en lengua española. Compuso además, sin que llegara a publicarse, un Arte de marear (1564), verdadera exposición de los conocimientos del momento donde recogió cómo se trazaban las meridianas en las cartas de navegación, el uso del astrolabio, las alteraciones de la aguja o el uso de la ballesta para la estrella polar; un Tratado de matemáticas, Alcalá, 1573, un Tratado de Geometría, Alcalá, 1573, en que su fuente principal es el General trattato (1560) de Niccolò Fontana Tartaglia, entre otros y unas Reglas para contar sin pluma y de reducir unas monedas castellanas a otras entre otras curiosas obras.
Como mitógrafo fue autor de un libro muy reimpreso en su tiempo, la Philosofia secreta, Madrid, 1585, un tratado de mitología grecorromana de sesgo humanístico donde se procura extraer una enseñanza moralizadora de cada mito. Pérez de Moya se inspira sobre todo en la Genealogia deorum gentilium de Giovanni Boccaccio, que interpola con algunos textos de la Mythologiae sive explicationis fabularum de Natale Conti. Propone para comprender las fábulas antiguas los cinco sentidos que se le suelen atribuir a las Santas Escrituras, que van desde el más exterior y superficial, hasta el sentido central, que denomina filosofía secreta; lo explica de la manera siguiente:

De cinco modos se puede declarar una fábula, conviene a saber: Literal, Alegórico, Anagógico, Tropológico y Físico o natural. Sentido literal, que por otro nombre dicen Histórico o Parabólico, es lo mismo que suena la letra de la tal fábula o escritura. Sentido alegórico es un entendimiento diverso de lo que la fábula o escritura literalmente dice. Derívase de alseon, que significa diverso, porque diciendo una cosa la letra, se entiende otra cosa diversa. Anagógico se dice de anagoge, y anagoe se deriva de ana, que quiere decir hacia arriba, y goge, guía, que quiere decir guiar hacia arriba, a cosas altas de Dios. Tropológico se dice de tropos, que es reversio, o conversión, y logos, que es palabra. o razón, o oración; como quien dijese, palabra o oración convertible a informar el ánima a buenas costumbres. Físico o natural, es sentido que declara alguna obra de naturaleza. Ejemplo: Hércules, hijo de Júpiter (según fingimiento poético), concluidos sus trabajos fue colocado en el Cielo. Tomando esto según sentido literal, no se entiende otra cosa más de lo que la letra suena. Y según Alegoría o moralidad, por Hércules se entiende la victoria sobre los vicios. Y según sentido Anagógico significa el levantamiento del ánima que desprecia las cosas mundanas por las celestiales. Y según sentido Tropológico, por Hércules se entiende un hombre fuerte, habituado en virtud y buenas costumbres. Y según sentido Físico o natural, por Hércules se entiende el Sol, y por sus doce trabajos o hazañas, los doce signos del Zodíaco, sobrepujados dél por pasar por ellos en un año.
Philosophia secreta de la gentilidad

Animado por el éxito de esta obra, el autor compuso otras obras morales, como la Varia historia de Sanctas e ilustres mujeres (Madrid, 1583) y Comparaciones o símiles para vicios y virtudes, Alcalá, 1584.

## Obras

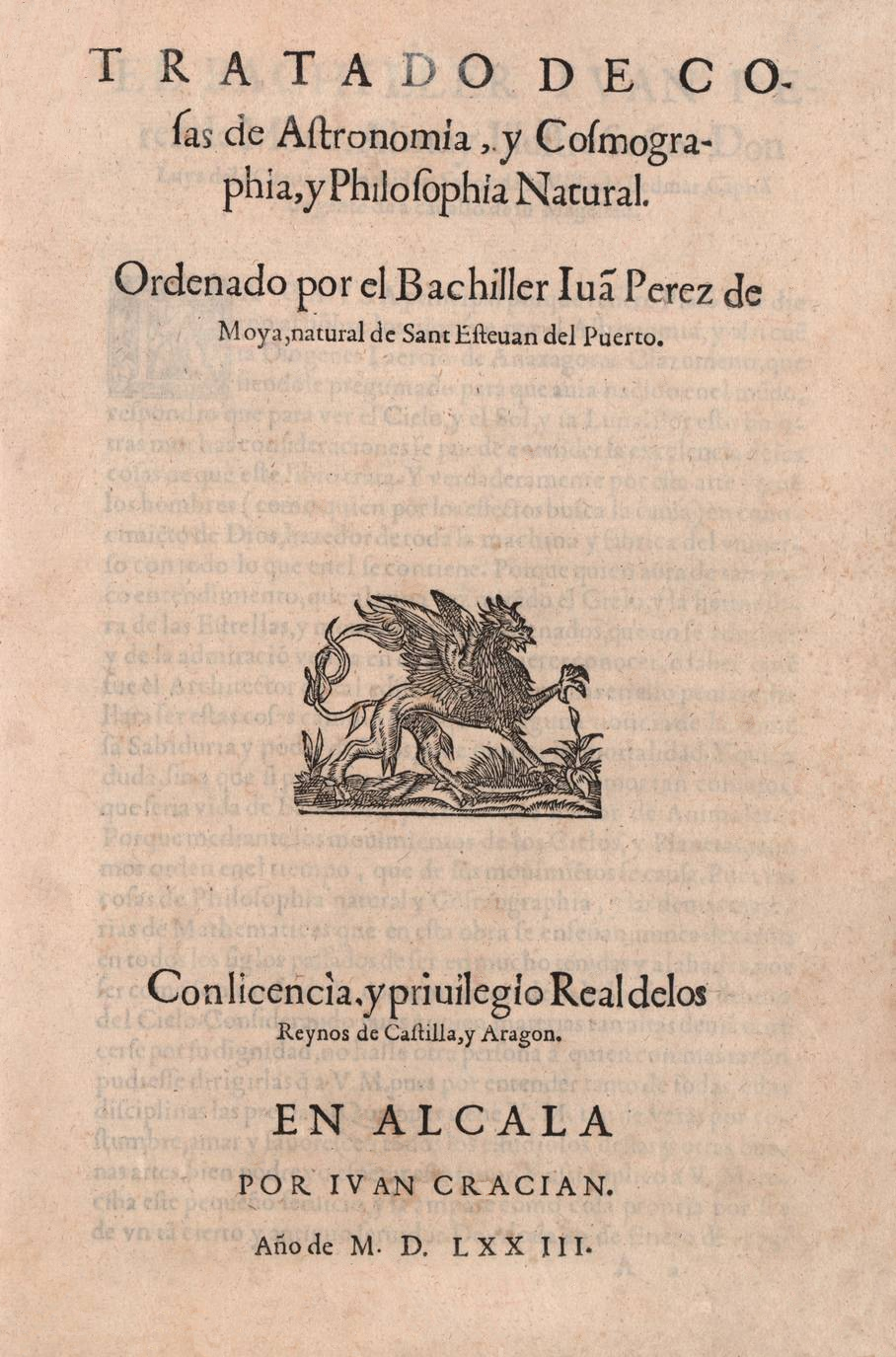
Tratado de Astronomia, Cosmographia y Philosophia Natural (1573).

- Libro de cuenta, que trata de las quatro Reglas generales de Arithmetica practica, por numerosos enteros y quebrados y de reducciones de monedas destos Reynos de Castilla, con un razonamiento sobre la misma facultad (Toledo: J. Ferrer, 1554)
- Sylva, eutrapelias id est Comitatis et urbanitatis ex variis probatae fidei Authoribus & vitae experimentis (Valladolid, 1557)
- Libro Segundo de Aritmética (Salamanca, 1557)
- Compendio de la Regla de la Cosa o Arte Mayor (Burgos, 1558), tratado de álgebra.
- Diálogos de aritmética práctica y especulativa, (Salamanca, 1562)
- Arte de marear (manuscrito, 1564)
- Obra intitulada Fragmentos mathematicos; en que se tratan cosas de Geometria y Astronomia y Geographia y Philosophia Natural y Sphera y Astrolabio y Nauegacion y Reloxes (Salamanca: Juan de Cánova, 1567 o 1568), 2 vols.
- Tratado de cosas de Astronomia y Cosmographia y Philosophia Natural (Alcalá de Henares, 1573)
- Tratado de Mathematicas: en que se contienen cosas de Arithmetica, Geometria, Cosmographia y Philisophia Natural (Alcalá de Henares, 1573)
- Manual de Contadores (Alcalá de Henares, 1582)
- Varia Historia de Sanctas e Ilustres Mujeres en Todo Género de Virtudes (Madrid, 1583)
- Comparaciones o símiles para los vicios y virtudes: muy util y necessario para predicadores y otras personas curiosas (Alcalá de Henares, 1584; el título tomado de la edición de Valencia: Pedro Patricio Mey, 1599)
- Principios de geometria, de que se pod[r]an aprovechar los estudiosos de artes liberales, y todo hombre que su officio le necessitare a tomar la regla y co[m]pas en la mano. Con el medir, y dividir tierras (Madrid, 1584)
- Philosofia secreta. Donde debaxo de historias fabulosas se contiene mucha doctrina, prouechosa, a todos estudios. Con el origen de los Idolos o Dioses de la Gentilidad. Es materia muy necessaria, para entender Poetas, y Historiadores (Madrid: Francisco Sánchez, 1585)
- Obligación del Cristianismo (perdida)
- Reglas para contar sin pluma y de reducir unas monedas castellanas a otras